# Min A-kasse
Min A-kasse er en tværfaglig arbejdsløshedskasse, der har kontorer i hele Danmark. A-kassen blev stiftet i 1914 under navnet STA, inden den i 2010 skiftede navn til Min A-kasse. A-kassen er en af Danmarks ældste a-kasser og har i dag mere end 84.000 medlemmer. 
Min A-kasse samarbejder med 14 faglige organisationer, fx PROSA, Business Danmark, Dansk Jernbaneforbund, Fængselsforbundet, Serviceforbundet, Flyvevåbnets Konstabelforening og Forbundet af Tjenestemænd ved Fødevare- og Undervisningsministeriet. Man kan optages som fuldtids- og deltidsmedlem og som studerende. 

## Historie
Min A-kasse blev stiftet som STA i 1914 af 77 telefonfolk på Lolland-Falster og er dermed en af landets ældste a-kasser. STA stod oprindeligt for ’Statstjenestemændenes og Telefonstandens A-kasse’, og STA var primært en a-kasse for statstjenestemænd.
I maj 2012 ændredes a-kassens vedtægter, således at Min A-kasse foruden sin hidtidige status som tværfaglig, og dermed for alle lønmodtagere uanset job eller uddannelse, tillige kan optage selvstændige erhvervsdrivende.

## Politisk ledelse
Min A-kasse har en demokratisk valgt bestyrelse, som i nært samarbejde med a-kassens personale driver forretningen. Den daglige ledelse forestås af a-kassens direktør i tæt samarbejde med forretningsudvalget.

## Struktur
Min A-kasse har kontorer i Aalborg, Århus, Fredericia, København, Rødovre, Næstved og Valby. Den 1. januar 2017 havde a-kassen ca. 90.000 medlemmer, som var beskæftiget som selvstændige erhvervsdrivende eller lønmodtagere i en lang række brancher.  

## Forhold til kunderne
STA / Min A-kasse blev i Arbejdsdirektoratets benchmarking af a-kasserne i Danmark i november 2009 for tredje gang i træk kåret til den a-kasse i Danmark, der har de mest tilfredse medlemmer . De to tidligere benchmarks var i 2007 og 2005 (dengang var det som a-kassen STA). I arbejdsdirektoratets første benchmark fra 2003, blev STA nummer 2. Efter disse målinger er ophørt, gennemfører a-kassen benchmark-målinger i samarbejde med en række andre a-kasser. Disse er dog ikke offentligt tilgængelige. Se i stedet TrustPilot. 

## Tidslinje
- 1914: STA (Min A-kasse) stiftes
- 2010: STA skifter navn til Min A-kasse
- 2010: Min A-kasse fusionerer med PROSA og Merkonomernes A-kasse
- 2015: Min A-kasse fusionerer med Business Danmark
- 2017: Min A-kasse fusionerer med Funktionærernes og Servicefagenes A-kasse